# 6009 Yuzuruyoshii
6009 Yuzuruyoshii è un asteroide areosecante. Scoperto nel 1990, presenta un'orbita caratterizzata da un semiasse maggiore pari a 2,4365834 UA e da un'eccentricità di 0,1518009, inclinata di 22,71957° rispetto all'eclittica.
L'asteroide è dedicato all'astronomo giapponese Yuzuru Yoshii.